# Festival slovenskega filma 2014
17. Festival slovenskega filma je potekal med 10. in 14. septembrom 2014 v Portorožu, natančneje v Avditoriju Portorož.

## Številke
Na festival je bilo prijavljenih 136 filmov (17 celovečernih, 17 srednjemetražnih in 102 kratka oziroma z žanrskega vidika 57 igranih, 49 dokumentarnih, 19 eksperimentalnih in 11 animiranih). Programski odbor, v katerem so sedeli vodja FSF-ja Igor Prassel, Katja Čičigoj in Bojana Bregar, jih je v program festivala (tekmovalni program in panorame) uvrstil 71 (med njimi je bilo 11 celovečercev, izmed katerih se jih je 8 potegovalo za nagrade vesna). Poleg teh je bilo predvajanih še 15 filmov v okviru programa za otroke, mlade in družine (2 celovečerna in 13 kratkih), na sporedu pa so bile tudi 3 posebne projekcije (2 kratko- in ena srednjemetražna), kar pomeni, da je bilo na 17. FSF-ju prikazanih 89 filmov.

## Nagrade
Podelitev nagrad (razen Badjurove) je potekala v soboto, 13. septembra, v portoroškem Avditoriju. Prireditev je povezovala skupina Katalena, napovedovalec pa je bil Boštjan Narat.
| Nagrada                                                   | Prejemnik                                             |
| --------------------------------------------------------- | ----------------------------------------------------- |
| vesna (in Teleking nagrada) za najboljši celovečerni film | Boj za (r. Siniša Gačić)                              |
| vesna za najboljši kratki film                            | Prespana pomlad (r. Dominik Mencej)                   |
| vesna za najboljšo režijo                                 | Dominik Mencej (Prespana pomlad)                      |
| vesna za najboljši scenarij                               | Dominik Mencej (Prespana pomlad)                      |
| vesna za najboljšo glavno žensko vlogo                    | Anja Novak (Prespana pomlad)                          |
| vesna za najboljšo glavno moško vlogo                     | Jernej Kogovšek (Drevo)                               |
| vesna za najboljšo scenografijo                           | Peter Perunović (Prespana pomlad)                     |
| vesna za najboljšo fotografijo                            | Mitja Ličen (Drevo)                                   |
| vesna za najboljšo glasbo                                 | Janez Dovč (Drevo)                                    |
| vesna za najboljšo montažo                                | Sašo Podgoršek (Vašhava)                              |
| vesna (in Restart nagrada) za najboljši študijski film    | Šuolni iz Trsta (r. Gregor Božič)                     |
| vesna za najboljši dokumentarni film                      | Rejnica (r. Miha Možina)                              |
| vesna za najboljši animirani film                         | Princ Ki-Ki-Do: Pošast iz močvirja (r. Grega Mastnak) |
| vesna za najboljšo manjšinsko koprodukcijo                | Barbari (r. Ivan Ikić)                                |
| vesna za najboljšo masko                                  | Mojca Gorogranc Petrushevska (Inferno)                |
| vesna za najboljši ton                                    | Julij Zornik (Inferno)                                |
| nagrada Združenja slovenskih filmskih kritikov            | Drevo (r. Sonja Prosenc)                              |
| nagrada občinstva                                         | Pot v raj (r. Blaž Završnik)                          |
| nagrada revije Stop za igralko/igralca leta               | Ajda Smrekar (Pot v raj)                              |
| nagrada Art kino mreže Slovenije                          | Kaj pa Mojca? (Urša Menart)                           |
| Badjurova nagrada za življenjsko delo                     | Hanna Preuss                                          |

Komisijo za podelitev nagrade Metoda Badjure 2014 so sestavljali Metka Dariš, Matjaž Ivanišin, Milan Ljubić, Petra Vidma in Martin Turk, predsednik.
Nagrade vesna je podelila žirija v sestavi Špela Čadež, Rok Biček, Katja Šoltes, Matjaž Zajec in Hrvoje Pukšec. Poleg 12 vesen v osrednjih kategorijah (celovečerni film, kratki film, režija, scenarij, glavna ženska, glavna moška vloga, stranska ženska, stranska moška vloga, fotografija, glasba, montaža in študijski film), ki so podeljene v vsakem primeru, je žirija lahko podelila še največ 8 vesen, ki so podeljene le v primeru, če kateri izmed filmov na teh področjih še posebej izstopa, in sicer v naslednjih kategorijah: eksperimentalni film (eksperimentalni filmi so se za vesne kot samostojna kategorija potegovali prvič), dokumentarni film, animirani film, scenografija, kostumografija, animacija, maska, ton, manjšinska koprodukcija in posebni dosežki (podelili so tiste v ležečem).
Za nagrado občinstva so se potegovali celovečerni filmi iz tekmovalnega programa.

## Filmi

### Tekmovalni program
| #   | Naslov                             | Režiser                                             | Zvrst I                    | Zvrst II        | Leto |
| --- | ---------------------------------- | --------------------------------------------------- | -------------------------- | --------------- | ---- |
| 1.  | )                                  | Davorin Marc                                        | kratki                     | eksperimentalni | 2014 |
| 2.  | Avtošola                           | Janez Burger                                        | celovečerni                | igrani          | 2014 |
| 3.  | Azulejo ou l'illusion visuelle     | Kolja Saksida                                       | študijski                  | animirani       | 2013 |
| 4.  | Barbari / Varvari                  | Ivan Ikić                                           | celovečerni koprodukcijski | igrani          | 2014 |
| 5.  | Boj za                             | Siniša Gačić                                        | celovečerni                | dokumentarni    | 2014 |
| 6.  | Busker                             | Mitja Mlakar                                        | kratki                     | igrani          | 2014 |
| 7.  | Claustrophilia                     | skupinski film                                      | študijski                  | animirani       | 2014 |
| 8.  | Drevo                              | Sonja Prosenc                                       | celovečerni                | igrani          | 2014 |
| 9.  | Fak ju                             | Fabris Šulin                                        | kratki                     | igrani          | 2014 |
| 10. | Fekolog                            | Florence Guenaut, Gordan Golubović, Linda Fernandes | kratki                     | dokumentarni    | 2014 |
| 11. | Filmski obzornik 55                | Obzorniška Fronta                                   | srednjemetražni            | eksperimentalni | 2013 |
| 12. | Free Božidar                       | Klemen Berus                                        | študijski                  | dokumentarni    | 2014 |
| 13. | Hrana Anarh                        | Saša Ignatovič                                      | kratki                     | dokumentarni    | 2014 |
| 14. | Inferno                            | Vinko Möderndorfer                                  | celovečerni                | igrani          | 2014 |
| 15. | Kaj pa Mojca?                      | Urša Menart                                         | celovečerni                | dokumentarni    | 2014 |
| 16. | Koyaa – Roža                       | Kolja Saksida                                       | kratki                     | animirani       | 2013 |
| 17. | Kresnik: Ognjeno izročilo          | David Sipoš                                         | kratki                     | igrani          | 2014 |
| 18. | Mama je ena sama                   | Miha Čelar                                          | srednjemetražni            | dokumentarni    | 2014 |
| 19. | Maria Gata                         | Damir Grbanović                                     | študijski                  | animirani       | 2014 |
| 20. | Mulci                              | Urška Djukić                                        | študijski                  | igrani          | 2014 |
| 21. | Ples z Marijo                      | Ivan Gergolet                                       | celovečerni koprodukcijski | dokumentarni    | 2014 |
| 22. | Polmesec nad planikami             | Žiga Virc                                           | srednjemetražni            | dokumentarni    | 2013 |
| 23. | Pot v raj                          | Blaž Završnik                                       | celovečerni                | igrani          | 2014 |
| 24. | Premiki v obljubljene dežele       | Miha Erman                                          | srednjemetražni            | dokumentarni    | 2013 |
| 25. | Prespana pomlad                    | Dominik Mencej                                      | študijski                  | igrani          | 2014 |
| 26. | Princ Ki-Ki-Do: Pošast iz močvirja | Grega Mastnak                                       | kratki                     | animirani       | 2014 |
| 27. | Rejnica                            | Miha Možina                                         | študijski                  | dokumentarni    | 2014 |
| 28. | Seveda te ljubim                   | Maja Šest                                           | kratki                     | igrani          | 2014 |
| 29. | Smrklja / Balavica                 | Igor Mirković                                       | kratki koprodukcijski      | igrani          | 2013 |
| 30. | Sprava                             | Janez Burger                                        | kratki                     | igrani          | 2013 |
| 31. | Svetlo črna                        | Rene Maurin                                         | študijski                  | igrani          | 2014 |
| 32. | Šampanjski twist                   | Harry Rag                                           | kratki                     | dokumentarni    | 2014 |
| 33. | Šuolni iz Trsta                    | Gregor Božič                                        | študijski                  | igrani          | 2014 |
| 34. | Talenti                            | Nejc Levstik                                        | študijski                  | igrani          | 2014 |
| 35. | Tričetrt (3/4)                     | Jure Dostal                                         | kratki                     | igrani          | 2014 |
| 36. | Trus! What Do You Do               | Katja Petelin                                       | študijski                  | animirani       | 2014 |
| 37. | Vašhava                            | Sašo Podgoršek                                      | kratki                     | eksperimentalni | 2014 |
| 38. | Vsak pravi pesnik                  | Nejc Saje, Jeffrey Young                            | kratki                     | dokumentarni    | 2014 |
| 39. | Zahtevam most, pripada mi!         | Boštjan Jerše                                       | kratki                     | igrani          | 2014 |
| 40. | Zdravo!                            | Ema Muc                                             | študijski                  | dokumentarni    | 2014 |
| 41. | Živeti kamen                       | Jurij Gruden                                        | srednjemetražni            | dokumentarni    | 2014 |

### Panorama
| #   | Naslov                                              | Režiser                                   | Zvrst I         | Zvrst II        | Leto |
| --- | --------------------------------------------------- | ----------------------------------------- | --------------- | --------------- | ---- |
| 1.  | 100 točk                                            | Peter Hvalica                             | študijski       | igrani          | 2013 |
| 2.  | Abuzz                                               | Nika Lemut                                | študijski       | animirani       | 2014 |
| 3.  | Babadizaba                                          | Ines Ozimek                               | študijski       | animirani       | 2014 |
| 4.  | Banditenkinder – slovenskemu narodu ukradeni otroci | Maja Weiss                                | celovečerni     | dokumentarni    | 2014 |
| 5.  | Čas za improvizacijo                                | Tina Lešničar, Janez Stucin               | celovečerni     | dokumentarni    | 2014 |
| 6.  | Dobrodošli v Jebovlju                               | Bojan Krajnc                              | srednjemetražni | animirani       | 2014 |
| 7.  | Duh opere                                           | Blaž Švent                                | srednjemetražni | dokumentarni    | 2014 |
| 8.  | Eko smetnjaki                                       | Iztok H. Šuc                              | kratki          | animirani       | 2013 |
| 9.  | Ellen                                               | Davorin Marc                              | kratki          | eksperimentalni | 2013 |
| 10. | Failsafe                                            | Miha Umek                                 | kratki          | igrani          | 2013 |
| 11. | Food Fetish                                         | Miha Šubic                                | kratki          | igrani          | 2014 |
| 12. | Hiša odprtih rok                                    | Maja Križnik                              | študijski       | dokumentarni    | 2014 |
| 13. | Kar ostane                                          | Matevž Jerman                             | kratki          | eksperimentalni | 2014 |
| 14. | Last Few Frames                                     | Davorin Marc                              | kratki          | eksperimentalni | 2013 |
| 15. | Mi smo Hollywood                                    | Diego Menendes                            | kratki          | eksperimentalni | 2013 |
| 16. | Mladi Menendes                                      | Peter Bizjak                              | študijski       | dokumentarni    | 2014 |
| 17. | Muzika je džabe                                     | Andraž Kajzer (hrupmag)                   | celovečerni     | dokumentarni    | 2013 |
| 18. | Od Kapelce do KUDa                                  | Ema Kugler                                | srednjemetražni | dokumentarni    | 2014 |
| 19. | Odeon                                               | Vesna Klančar                             | kratki          | dokumentarni    | 2014 |
| 20. | Origami                                             | Gregor Dvornik                            | študijski       | animirani       | 2014 |
| 21. | Pogovor / Razgovor                                  | Ana Trebše                                | študijski       | igrani          | 2013 |
| 22. | Poroka / Svadba                                     | Iva Musović                               | študijski       | igrani          | 2014 |
| 23. | Potenje morskega ježka                              | Vid Hajnšek                               | študijski       | igrani          | 2014 |
| 24. | Potovanje na ladji Beagle – Pasavec                 | Jernej Lunder                             | kratki          | animirani       | 2013 |
| 25. | Schupakface: Genesis                                | Gašper Antauer                            | kratki          | igrani          | 2014 |
| 26. | Sosedje platna                                      | Simona Jerala, Aljoša Toplak, Vesna Lutar | kratki          | dokumentarni    | 2014 |
| 27. | Stories of the Ghetto                               | skupinsko delo                            | študijski       | dokumentarni    | 2014 |
| 28. | Vezela                                              | Tomo Novosel                              | srednjemetražni | dokumentarni    | 2013 |
| 29. | Zgodbe iz sekreta                                   | Gregor Andolšek, Tijana Zinajić           | srednjemetražni | igrani          | 2014 |
| 30. | Zora                                                | Nina Blažin                               | kratki          | igrani          | 2014 |

### Spremljevalni program
| #   | Naslov                                | Režiser                                                              | Leto | Sklop                      | Sklop                                        |
| --- | ------------------------------------- | -------------------------------------------------------------------- | ---- | -------------------------- | -------------------------------------------- |
| 1.  | Boles                                 | Špela Čadež                                                          | 2013 | Program za otroke in mlade | Program slovenskih kratkih filmov            |
| 2.  | Dan ljubezni – 1. del                 | Luka Marčetič                                                        | 2009 | Program za otroke in mlade | Program slovenskih kratkih filmov            |
| 3.  | Divji vzhod                           | Maja Prelog                                                          | 2012 | Program za otroke in mlade | Program slovenskih kratkih filmov            |
| 4.  | Jože                                  | Edouard Pallu de Beaupuy, Charis Bastin, Claire Billard, Petra Ivšić |      | Program za otroke in mlade | Program slovenskih kratkih filmov            |
| 5.  | Kam                                   | Katarina Morano                                                      | 2013 | Program za otroke in mlade | Program slovenskih kratkih filmov            |
| 6.  | Na sončni strani Alp                  | Janez Burger                                                         | 2008 | Program za otroke in mlade | Program slovenskih kratkih filmov            |
| 7.  | Torul: The Fall                       | Darko Štante, Borut Dolenc                                           | 2013 | Program za otroke in mlade | Program slovenskih kratkih filmov            |
| 8.  | Princ Ki-Ki-Do in sto nesrečnih gobic | Grega Mastnak                                                        | 2013 | Program za otroke in mlade | Program slovenskih kratkih animiranih filmov |
| 9.  | Lisica v lisičjem jeziku              | Miha Knific                                                          | 2009 | Program za otroke in mlade | Program slovenskih kratkih animiranih filmov |
| 10. | Dafnina nova metla                    | Aleš Mav                                                             | 2008 | Program za otroke in mlade | Program slovenskih kratkih animiranih filmov |
| 11. | Eko smetnjaki                         | Iztok H. Šuc                                                         | 2013 | Program za otroke in mlade | Program slovenskih kratkih animiranih filmov |
| 12. | Koyaa: Roža                           | Kolja Saksida                                                        | 2013 | Program za otroke in mlade | Program slovenskih kratkih animiranih filmov |
| 13. | Maček Muri                            | Boris Dolenc                                                         | 2013 | Program za otroke in mlade | Program slovenskih kratkih animiranih filmov |
| 14. | Sreča na vrvici                       | Jane Kavčič                                                          | 1977 | Program za otroke in mlade | —                                            |
| 15. | Čisto pravi gusar                     | Anton Tomašič                                                        | 1987 | Družinski program          | Družinski program                            |
| 16. | Na slikoviti obali                    | Žarko Petan                                                          | 1964 | Posebne projekcije         | Posebne projekcije                           |
| 17. | Nasvidenje, Piran!                    | Kristina Ravnikar                                                    | 2014 | Posebne projekcije         | Posebne projekcije                           |
| 18. | Zarota                                | Franci Križaj                                                        | 1964 | Posebne projekcije         | Posebne projekcije                           |

Filma Eko smetnjaki in Koyaa: Roža sta bila predvajana tudi v glavnem programu (prvi v panorami, drugi v tekmovalnem programu). Sodeč po seznamu predvajanih filmov, objavljenem na spletni strani FSF-ja 2014, in katalogu, je bil v sklopu Programa slovenskih kratkih animiranih filmov predvajan tudi Medved Bojan – Gasilec (1988) režiserja Branka Ranitovića.